# 幕張展覽館
35°38′54″N 140°2′5″E / 35.64833°N 140.03472°E

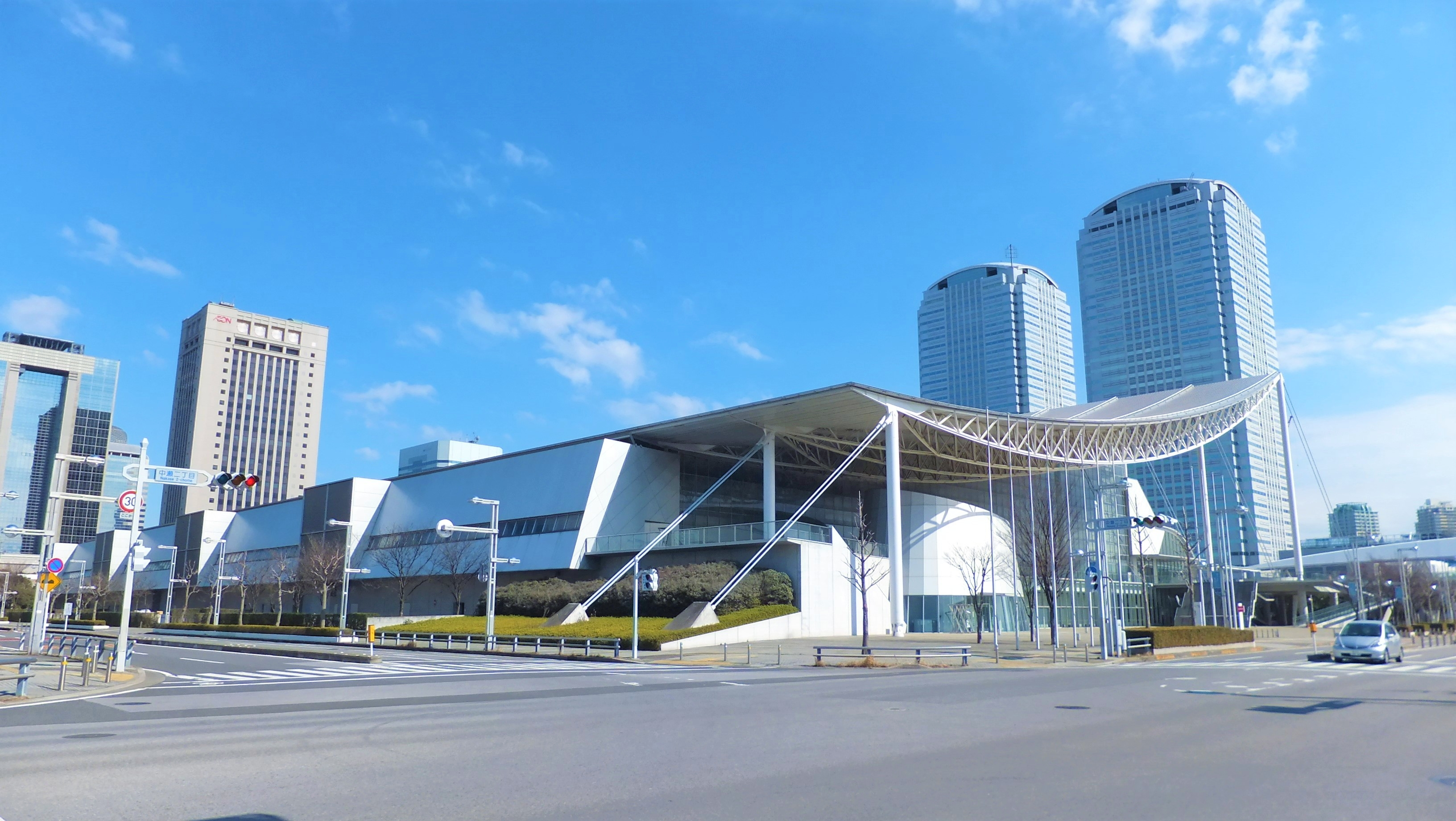

幕張展覽館（日语：／ Makuhari Messe），是位於日本千葉縣千葉市的大型會議展覽中心，由千葉縣所擁有的國際展示場與該公司的國際會議場與幕張Event Hall（幕張イベントホール）合併而來。「幕張」是當地地名，則是德文的「貿易展」。展場總面積約7.2萬平方公尺，在日本是僅次於東京國際展示場（11.5420萬平方公尺）的第二大展覽館。

## 历史
幕張展覽館做為幕張新都心開發的一環而建設，1989年10月9日正式啟用，為日本第一個冷暖氣一體化的大型會議場所。
由於東京都中央區晴海的東京國際貿易展覽館（；1959年啟用、1996年關閉）老舊不敷使用，東京車展等大型展覽從前者移到幕張展覽館舉行，以及泡沫經濟，使得開館一年兩個月後就突破一千萬人次。
但隨著泡沫經濟崩壞，以及位於東京臨海副都心的東京國際展示場於1996年完工啟用，距離東京都心較遠的幕張展覽館使用率因而開始下降。2008年雷曼兄弟破產導致的金融海嘯更使幕張展覽館使用率到2010年跌到3成以下。之後隨著在此場館舉行的音樂與動漫、電玩活動增加，展場使用率提升，2016年達到2100場活動的最高紀錄。
2005年7月1日，將原有的公司名稱「株式會社日本展覽中心」（株式会社日本コンベンションセンター；Nippon Convention Center）改為「株式會社幕張展覽館」（株式会社幕張メッセ；Makuhari Messe,Inc）。目前其規模在日本國內僅次於東京國際展示場。
2006年1月15日，總參觀人次突破一億人。

## 舉辦主要展覽
- 東京車展
- 東京電玩展
- CEATEC JAPAN
- 東京改裝車展
- Music Station Super Live
- NICONICO超會議

## 外部連結
- 幕張展覽館 （页面存档备份，存于）
- 幕張新大谷飯店 （页面存档备份，存于）
- 永旺梦乐城幕张新都心 （页面存档备份，存于）